# Un marito fuori posto
Un marito fuori posto (Montana Moon) è un film del 1930 diretto da Malcolm St. Clair.

## Trama
Ragazza sofisticata ed elegante dell'Est, Joan scappa dal treno del padre mentre è in viaggio per recarsi nel loro ranch nell'Ovest. Incontra Larry, un rustico western che, con i suoi modi rudi ma dolci, la conquista e se la sposa.
Ma la convivenza dei due incontra dei problemi a causa delle loro diversa visione della vita. Oltretutto, il matrimonio sembra andare in crisi all'arrivo di Jeff, anche lui un cittadino come Joan. Larry, travestito da bandito, rimette le cose a posto.

## Produzione
Il film fu prodotto dalla Metro-Goldwyn-Mayer (MGM) (controlled by Loew's Incorporated) con la dizione "presents: A Malcolm St. Clair Production".

## Distribuzione
Distribuito dalla Metro-Goldwyn-Mayer Distributing Corporation (MGM), uscì nelle sale cinematografiche statunitensi il 20 marzo 1930 con il titolo originale Montana Moon (il titolo di lavorazione era stato Montana).